# Anisoptera thurifera
Espèce
Synonymes
- Anisoptera brunnea Foxw.[1]
- Anisoptera calophylla G.Perkins[1]
- Anisoptera lanceolata (Turcz.) Walp.[1]
- Anisoptera polyandra Bl. (préféré par BioLib)[2]
- Anisoptera tomentosa Brandis[1]
- Anisoptera vidaliana Brandis[1]
- Antherotriche lanceolata Turcz.[1]
- Dipterocarpus thurifer Blanco[1]
- Mocanera thurifera Blanco[1]

Statut de conservation UICN

 VU A3cd : Vulnérable
Anisoptera thurifera est une espèce de plantes du genre Anisoptera de la famille des Dipterocarpaceae.

## Liste des sous-espèces
Selon Tropicos (31 décembre 2020) :
- sous-espèce Anisoptera thurifera subsp. polyandra (Blume) P.S. Ashton